# 반금련 (1989년 영화)
《반금련》(潘金蓮之前世今生, The Reincarnation of Golden Lotus)는 홍콩에서 제작된 나탁요 감독의 1989년 드라마, 멜로/로맨스, 판타지 영화이다. 왕조현 등이 주연으로 출연하였다. 이 영화는 1989년 8월 4일 타이완에서 초연되었다.

## 출연

### 주연
- 왕조현[3][4]
- 임준현
- 증지위

### 조연
- 곡봉
- 단립문
- 초교